# Лундквист, Ханна
Ханна Эстер Лундквист (швед. Hanna Ester Lundkvist; род. 17 июля 2002, Юрё) — шведская футболистка, защитник американского клуба «Сан-Диего Уэйв» и сборной Швеции.

## Биография
Родилась 17 июля 2002 года и выросла на острове Юрё в Стокгольмском архипелаге в Балтийском море, к востоку от острова Вермдё и Стокгольма.

## Клубная карьера
Начинала играть в местном клубе «Юрё-Виндё» (Djurö-Vindö IF).
2 июня 2018 года дебютировала в основной команде «АИК». Затем вместе с партнёром по команде Фелисией Савинг (Felicia Saving) перешла в «Хаммарбю». Лундквист и Савинг помогли перейти клубу в Дамаллсвенскан.
Подписала контракт с испанским клубом «Атлетико Мадрид». Дебютировала в январе 2022 года, выйдя на замену Кармен Менайо в матче с «Вильярреал».

## Карьера в сборной
В сентябре 2021 года дебютировала в сборной (до 23 лет) в товарищеском матче с Нидерландами.
В феврале 2023 года дебютировала во взрослой сборной в товарищеском матче против Китая в испанском городе Марбелья. Вошла в основной состав сборной на чемпионате мира 2023 года. Получила травму лодыжки и была заменена Стиной Леннартссон.